# Davallia ophioglossa
Davallia ophioglossa là một loài dương xỉ trong họ Davalliaceae. Loài này được M.Kato mô tả khoa học đầu tiên năm 1985.
Danh pháp khoa học của loài này chưa được làm sáng tỏ. 